# UGC 110
UGC 110 es una galaxia espiral localizada en la constelación de Andrómeda.